# Ademar Santillo
Ademar Santillo (Ribeirão Preto, 13 de novembro de 1939 — Anápolis, 9 de março de 2021) foi um comerciante e político brasileiro com atuação em Goiás.

## Dados biográficos
Filho de Virgínio Santillo e Elídya Maschietto Santillo. Sua família chegou em solo goiano em 1942 fixando-se em Anápolis onde foi um dos fundadores do MDB. Trabalhou na chefia de Relações Públicas da prefeitura da cidade nas gestões de Jonas Duarte e Raul Balduíno, deixou o cargo e foi eleito deputado estadual em 1970.
Eleito deputado federal em 1974 e 1978, ingressou no PMDB após o retorno ao pluripartidarismo junto com seu irmão, o então senador Henrique Santillo, porém eles deixaram o partido e estiveram por sete meses no PT antes de retornarem ao PMDB, mudanças efetuadas ao longo de 1980. Reeleito em 1982, foi nomeado secretário de Educação em 1983 no primeiro governo Iris Rezende deixando o cargo meses antes de se eleger prefeito de Anápolis em 1985 e no curso do mandato foi para o PSD por divergências com Onofre Quinan, que assumira o Palácio das Esmeraldas com a posse de Iris Rezende como ministro da Agricultura no Governo Sarney.
Ao deixar a prefeitura foi nomeado secretário de Governo pelo governador Henrique Santillo. Eleito suplente de deputado federal pelo PP em 1994, voltou ao PSD e foi eleito prefeito de Anápolis em 1996 ao derrotar seu irmão. Não reeleito, voltou ao PMDB e ficou mais uma vez na suplência de deputado federal em 2002 afastando-se da política logo depois.

## Morte
Morreu em 9 de março de 2021, aos 81 anos, de embolia pulmonar, desenvolvida três meses após testar positivo para a COVID-19 e recuperar-se em casa.